# Cheshire
Cheshire /ˈtʃɛˌʃə/ es un condado de Inglaterra, Reino Unido, con capital en Chester, en la región noroeste. Limita al norte con Merseyside y Gran Mánchester, al este con Derbyshire, al sureste con Staffordshire, al sur con Shropshire, y al oeste con Gales, y con los montes Cámbricos al oeste y la cadena Penina al este.

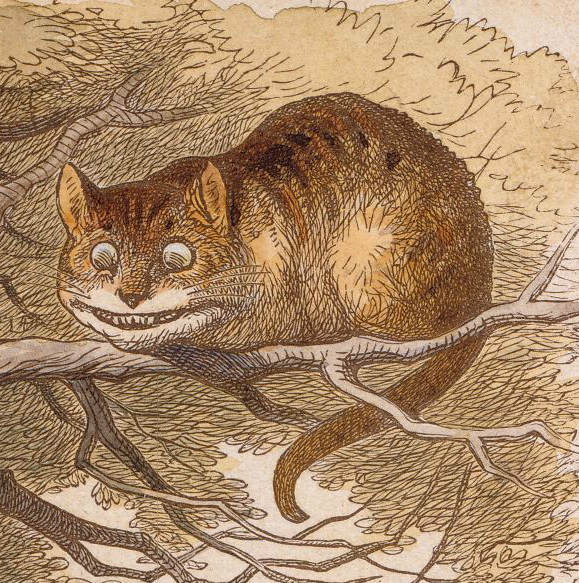
Gato de Cheshire, personaje de la novela Alicia en el país de las maravillas, de Lewis Carroll.

## Geografía
Su economía se basa en la agricultura y las granjas lecheras. En Ellesmere Port se encuentran importantes refinerías de petróleo. Northwich y Runcorn tienen fábricas de productos químicos. El carbón y la sal eran productos muy importantes para la economía del condado, pero en el siglo XXI está abandonada su extracción y producción.
Cheshire es rico en canales, sobre todo en la zona este del condado, con una importancia estratégica entre Mánchester, Stoke-on-Trent y Birmingham. Algunos de estos canales se han restaurado y se utilizan para navegar por embarcaciones de recreo.

## Deporte
A una veintena de kilómetros de Chester se encuentra Oulton Park, un autódromo que cada año recibe los campeonatos británicos de Fórmula 3, turismos y superbikes. En este condado del Reino Unido vivía el jugador internacional de Portugal y exjugador del Manchester United, Cristiano Ronaldo. La mansión está en Alderley Edge en Chesire.

## Ciudades importantes
- Alderley Edge
- Chester
- Middlewich
- Northwich
- Warrington

## Puntos de interés
- El Castillo de Beeston
- Lyme Park

## Personajes famosos
- Lewis Carroll, matemático, fotógrafo y escritor británico autor de Alicia en el país de las maravillas.
- Harry Styles, actor, cantante, bailarín, compositor y exmiembro de One Direction
- David Dawson, actor y presentador de televisión.
- Paul Wade, a posteriori capitán de la selección australiana.
- Belinda Washington, presentadora de televisión en España.
- Pete Postlethwaite, actor.
- Tim Curry, actor y cantante.

- Andy McCluskey, cantante y bajista de OMD.
- Chris Sievey, comediante célebre en Inglaterra por su personaje de Frank Sidebottom y cantante de la banda New Wave The Freshies.
- Gary Barlow
- Daniel Craig , actor que protagoniza Skyfall
- Peter Crouch, futbolista
- Ian Astbury, cantante, músico de rock y actor, líder de The Cult
- Van McCann, cantante y líder de Catfish and the Bottlemen.
- Ian Curtis, cantante del grupo Joy Division

- Datos: Q23064
- Multimedia: Cheshire / Q23064